# Mount Barwell
Mount Barwell är ett berg i Kanada.   Det ligger i provinsen Alberta, i den centrala delen av landet, 2 900 km väster om huvudstaden Ottawa. Toppen på Mount Barwell är 1 899 meter över havet, eller 210 meter över den omgivande terrängen. Bredden vid basen är 6,9 km.
Terrängen runt Mount Barwell är huvudsakligen kuperad.Trakten runt Mount Barwell är nära nog obefolkad, med mindre än två invånare per kvadratkilometer.. Närmaste större samhälle är Bragg Creek, 19,3 km norr om Mount Barwell.
I omgivningarna runt Mount Barwell växer i huvudsak barrskog.